# Apma jezik
Apma jezik (centralni raga; ISO 639-3: app), jedan od 29 istočnovanuatskih jezika kojim govori 7 800 ljudi (Lynch and Crowley 2001) na otoku Pentecost u Vanuatuu.
Postoji više dijalekata: bwatnapni, loltong, melsisi, suru-bo i suru-marani.

## Vanjske poveznice
- Ethnologue (14th)
- Ethnologue (15th)